# Лонгесс
Лонгесс  (фр. Longuesse) — муниципалитет во Франции, в регионе Иль-де-Франс, департамент Валь-д'Уаз. Население — 511 человек (1999).
Муниципалитет расположен на расстоянии около 39 км северо-западнее Парижа, 11 км западнее Сержи.

## Демография
Динамика населения (Cassini и INSEE):